# Зоопарк Рагунан
Зоопарк Рагунан (англ. Ragunan Zoo) — зоопарк площадью в 140 гектаров (350 акров), что расположен в Пизар Мингу, Южная Джакарта, Индонезия. Зоопарк является домом для 270 видов животных, 171 вида растений, в котором задействован рабочий штат из 450 сотрудников. Здесь находятся животные со всех частей Индонезии и разных уголков мира, которые подвергнуты опасности и находятся под угрозой исчезновения. В общем в зоопарке находится 3,122 разных вида животных, включая птиц. В пышной тропической зелени мирно отдыхают такие коренные жители зоопарка, как комодский варан, орангутанг, тапир, суматранский тигр, дикий бык бантенг и разнообразные птицы яркого окраса, которым выделено достаточно места для комфортного проживания. Зоопарк расположен в Южной Джакарте и к нему можно легко добраться по кольцевой дороге, что проходит по окраине Джакарты или Трансджакартским автобусным маршрутом номер 6 (серый цвет).

Зоопарку Рагунан более 150-ти лет, тем самым он занял третье место в списке самых старых зоопарков мира и второе место в списке зоопарков с наибольшим количеством разнообразных животных и растений.

Начиная с февраля, 2014 года, каждый понедельник зоопарк закрыт для посетителей с целью его технического обслуживания и предоставления животным своеобразного «выходного». Если понедельник выпадает на праздничный день, то зоопарк будет открыт, но его смогут закрыть в любой другой день вместо праздничного.

## История
Зоопарк был учреждён в 1864 году организацией любителей флоры и фауны Голландской Ост-Индии (первое название — Vereneging Plantenen Dierentuin of Batavia). Раден Салех, выдающийся художник 19 века, выделил около 10 гектаров(25 акров) собственной земли для создания в Батавии первого зоопарка в сельской местности Сикини, в Центральной Джакарте. Зоопарк перенесли на место его теперешнего местонахождения в 1966 году и его официальное открытие состоялось 22 июня 1966 года под руководством городской администрации.
По приказу губернатора города 19 сентября 2005 года зоопарк временно закрыли примерно на три недели, после того как у многих птиц были обнаружены признаки птичьего гриппа. Его снова открыли 11 октября того же года.

До 1 января 2015 года зоопарк посетили 186,454 человек, что является наивысшим показателем в рабочие дни; до этого момента рекорд становил 175,000 посетителей на 1 января 2011 года.

В 2015 году зоопарк Рагунан получил 209 млрд рупий от местных властей в качестве дотации. Предыдущий бюджет можно было использовать только на эксплуатационные расходы, в 2015 же бюджета стало вполне достаточно и на улучшение благосостояния животных. Ожидается, что к 2018 году зоопарк будет иметь международные стандарты и новых экспертов, которые помогут улучшить благосостояние животных, качество клеток, а также создать дополнительные удобства для посетителей.

## Экспонаты
Основной достопримечательностью зоопарка есть сами животные. Их можно поделить по группам следующим образом.

### Рептилии
Два террариума обустроены для ядовитых и неядовитых змей, таких как азиатский сетчатый питон, альбинос королевского питона, королевская кобра, а также другие рептилии, включая черепах. Большие рептилии, как например, комодский варан, размещены на обособленной территории, в то время как морские крокодилы и гавиалы находятся на заболоченной территории в искусственно созданной долине реки.

### Млекопитающие
В клетках для приматов проживают несколько видов лангуров, гиббонов и макак; гориллы, шимпанзе и орангутанги находятся в Центре им. Шмуцер для приматов.
На небольших территориях проживают такие млекопитающие, как еноты, бинтуронги, бобры, мусанги, яванский малый канчиль, яванский дикобраз, летучие мыши. Среди других млекопитающих — бабирусса, тапир, лама, антилопа, верблюд, аравийский орикс. В зоопарке Рагунан живут такие хищники из семейства кошачьих как тигры, леопарды и львы. Клетки с суматранскими тиграми, белыми бенгальскими тиграми, североамериканскими чёрными медведями и малайскими медведями находятся в юго-восточной части зоопарка возле озера.

### Птицы
Водоём с австралийскими пеликанами, лебедями и утками расположен возле входа. В нескольких больших помещениях для птиц и клетках поменьше собраны: яванский павлин, индийский павлин, в том числе белый, яванский ястребиный орёл, браминский коршун, белобрюхий орлан, хохлатый змееяд, балийский скворец, малая райская птица, чёрный какаду, священная майна, фламинго, несколько видов птиц-носорогов, венценосные голуби, какаду, попугаи и фазаны. Птицы больших размеров, такие как казуар, эму и страус находятся в отдельных вольерах.

### Открытые территории
Долина реки, что расположена в восточной части зоопарка составляет собой природный ландшафт водно-болотных угодий. В её окружающей среде обитают крокодилы, гавиалы и гиппопотамы. Восточная открытая прерия воссоздаёт среду саванны с её разными выдами оленей, таких как: редкостный олень Куля, индийский мунтжак, нильгау и дикий буйвол, включая яванского дикого быка и аноа.

### Другие животные
Среди других животных в зоопарке суматранский слон, кенгуру, жирафы и зебры.
Дополнительными развлечениями для детей служат детский зоопарк, площадка для игр и различные крусели, наряду с воскресными мероприятиями катания на слонах, в повозках с пони и катанием на лодках на озере Рагунан. Можно наблюдать за гориллами, катаясь на повозке с пони. Рестораны и отделённые места для пикников находятся в полном распоряжении посетителей, как и многочисленные сувенирные лавки.